# Bender Gets Made
«Bender Gets Made» (укр. «Бендер «в законі») — тринадцята серія другого сезону анімаційного серіалу «Футурама», що вийшла в ефір у Північній Америці 30 квітня 2000 року.
Автор сценарію: Ерік Горстед.
Режисер: Пітер Аванзіно.

## Сюжет
Команда «Міжпланетного експреса» відвідує зйомки кулінарного телешоу, яке веде славетний кухар Ельзар — кумир Бендера, який таємно мріє стати шеф-кухарем теж. Бендер настільки схвильований і збуджений, що постійно втручається в плин шоу, і в результаті Ельзар випадково випускає прянощі з «приправного тхора» в око Ліли. Лікар рекомендує Лілі тимчасово поносити на оці чорну пов'язку. Щоби загладити провину, Ельзар запрошує всю команду до свого ресторану і подає їм розкішний вишуканий обід з індивідуальної стравою до смаку кожного з членів. Після обіду Ельзар презентує гостям чималенький рахунок, пояснивши, що не збирався годувати їх безкоштовно, незважаючи ні на що. Бендер погоджується працювати в Ельзара, доки не буде виплачено борг, щоби уникнути арешту всієї команди.
Працюючи в ресторані, Бендер знайомиться з роботичною мафією — трійцею роботів, які є постійними клієнтами Ельзара. Мафіозі пропонують йому працювати на них, і Бендер погоджується, отримавши шанс займатися улюбленою справою — крадіжками. Сумлінно працюючи, Бендер стає одним з фаворитів Донбота (йому дають прізвисько Хрон). Але чергове завдання — перехоплення вантажу зубинських сигар, який перевозить «Міжпланетний експрес», — ставить його перед важкою моральною дилемою. Не зважаючи на те, що мафія зав'язує очі Фраю, а Ліла, яка досі носить пов'язку, не зможе його побачити, Бендер розуміє, що друзі можуть впізнати його, почувши, тому міняє голос, а також інсценує у замкненій каюті власне побиття Хроном. Ліла мало не викриває його, коли з неї випадково спадає пов'язка, втім, око, яке ще не повністю одужало, дозволяє їй бачити лише розпливчастий силует. Мафіозі грабують корабель і зникають, проте Бендер залишається, щоби «розібратися з екіпажем». Він зв'язує себе і вигадує фальшиву історію, щоби його не викрили.
Після повернення на Землю, Бендер розриває стосунки з мафією, проте не відмовляється від своєї долі здобичу, яку приносить Бляшаний Тім.

## Послідовність дії
- У видаленій сцені Бендер стирає свій серійний номер, намагаючись сховатися від роботичної мафії, проте код, який бачить глядач (3370318), належить Флексо, а не Бендеру. Згідно з коментарем до DVD, цю сцену було вирізано як таку, що вносить плутанину в сюжет і може обурити прихильників: адже в такому випадку виявляється, що Бендер і Флексо в певний момент помінялися місцями в житті. Це також зробило би сюжет подальшої серії «Bendless Love», в якій Бендер видає себе за Флексо, нелогічним і незрозумілим.
- Під час обіду в ресторані Бендер розхвалює смак поданої йому страви, попри те, що в інших серіях він стверджує, ніби не має вічуття смаку. Втім, страва, яку він споживає, являє собою «їжу для роботів», отже, ймовірно, впливає на якесь інше відчуття, що замінює у роботів смак.

## Пародії, алюзії, цікаві факти
- Серія багато в чому пародіює фільми про гангстерів і мафію.
- Назва телеканалу «MmmTV», який показує шоу Ельзара, пародіює назву каналу MTV. Крім того потрійне «М» може виступати алюзією на рік, в якому відбувається дія: римськими цифрами 3000 записується як «MMM».
- Побачивши макіяж, який Ліла наклала сама собі із зав'язаним оком, професор Фарнсворт вигукує: «Мій улюблений художник — Пікассо!», натякаючи на притаманну художникові манеру спотворення рис людського обличчя і тіла.
- Пояснюючи сутність нелегальної лотереї, Клешня каже: «Нічого особливого — нулі та одинички», що є алюзією на двійкову систему числення, яка використовується в компь'ютерах.

## Особливості українського перекладу
- Як і в попередній, в оригінальній ефірній версії цієї серії було зроблено цензурне редагування: у вигуку професора «Holy Zombie Jesus!» («Святий зомбі-Ісус!») останнє слово було приглушене, отже фраза звучала як «Holy Zombie!» В українському перекладі репліку було дещо змінено, проте її зміст лишився близьким до оригіналу: «Зомбі, Ісус і Будда!»